# Kraftdrehkopf

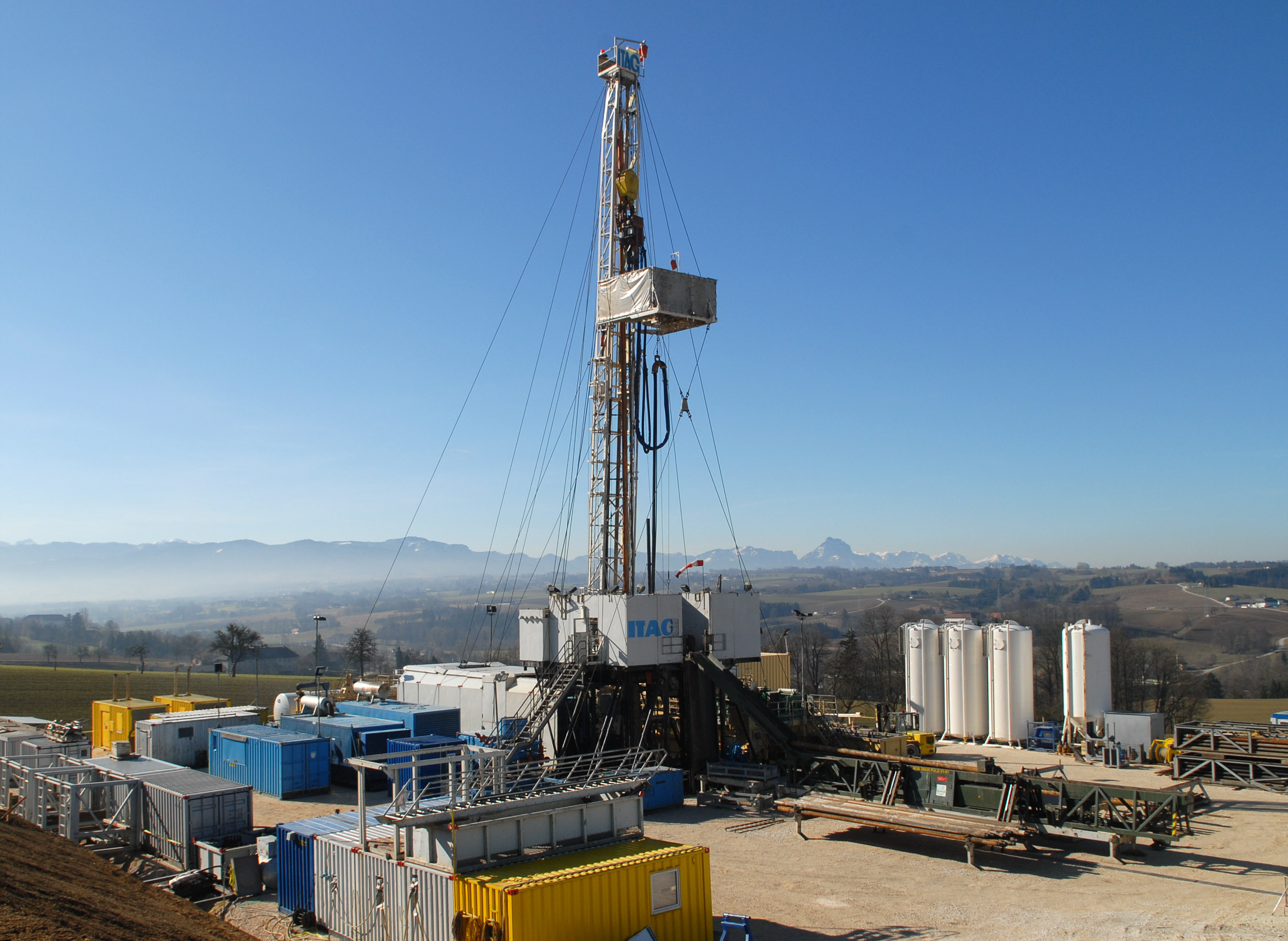
Moderne, mittelgroße Tiefbohranlage mit Kraftdrehkopf bei einer Erweiterungsbohrung in einem etwa 2000 m tief liegenden Ölvorkommen. Der Antrieb des Gestänges erfolgt über den Top Drive unter dem gelben Flaschenzug des Bohrturms.

Ein Kraftdrehkopf ist eine Maschine zum Antrieb des Bohrstrangs einer Bohranlage. Er ersetzt bei modernen Bohranlagen seit etwa Mitte der 1980er Jahre den früher üblichen Drehtischantrieb.
Der Bohrstrang, auch Bohrgestänge genannt, ist ein Rohrstrang, an dessen unterem Ende der Bohrmeißel befestigt ist. Der Kraftdrehkopf befindet sich am oberen Ende des Bohrstranges, daher auch der englische Name Top Drive (‚Antrieb am oberen Ende‘).

## Anforderungen an die Maschine
Um überhaupt bohren zu können, muss der Kraftdrehkopf verfahrbar im Mast der Bohranlage gelagert sein und dabei das beim Bohren entstehende Gegendrehmoment an den Bohrturm oder die Bohrlafette übertragen, während er sich an seiner Führung vertikal bewegt. Ebenso muss der Turm diese Torsionskräfte aufnehmen können. Verfahren wird er in den meisten Fällen mit einem Flaschenzug, der vom Hebewerk der Bohranlage angetrieben wird. 
Zudem muss der Kraftdrehkopf die gesamte Masse des Bohrstranges, die über 1000 t betragen kann, mechanisch tragen können.
Weiterhin wichtig für den Bohrprozess nach dem Rotary-Bohrverfahren ist die Weiterleitung der unter hohem Druck stehenden Bohrspülung in das angeschlossene Bohrgestänge. Zudem wird der Kraftdrehkopf in vielen Fällen zum Handhaben des Gestänges verwendet.